# Stadium Sports
Stadium Sports (pronúncia em português, pois se origina do termo em latim) é uma empresa fornecedora de materiais esportivos brasileira, com sede na cidade de São Roque, no Estado de São Paulo.

## História[1]

### Origens
As origens da marca Stadium remontam ao ano de 1945, quando foi fundada a Malharia Cambuci S/A, uma confecção de artigos de vestuário masculinos e femininos localizada no bairro paulista do Cambuci. Em 1970, a Cambuci criou a marca Penalty e lançou produtos para a prática do futebol, tornando-se também a fornecedora oficial do São Paulo.
Na década de 1970 a empresa se consolidou como uma das maiores fabricantes brasileiras em sua área, sendo essa década um período de grande evolução. Pouco tempo depois, antes da metade da década seguinte, a Cambuci tornou-se a maior fabricante de bolas do país.
Já a então recém-criada Penalty consolidou sua presença na América do Sul ainda nos anos 90, ao se transformar na marca oficial das principais federações e confederações em diversas modalidades desportivas. Estimulada pela explosão do consumo de material esportivo, a Cambuci passou a investir cada vez mais no crescimento desta marca. Por outro lado, a abertura do mercado brasileiro às importações provocou a entrada de inúmeras concorrentes internacionais, elevando a competição e tornando o consumidor local mais exigente.
Tais acontecimentos foram desafiantes e fizeram com que modernas fábricas fossem inauguradas, linhas de produtos ampliadas, novas tecnologias desenvolvidas em bolas, calçados, confecções, equipamentos e acessórios, além de resultar em estratégicos investimentos aplicados no setor esportivo.

### A criação da Stadium
Assegurando a estratégia de ampliação de sua presença no universo esportivo e voltando-se para o crescente mercado emergente, a Cambuci lançou, em meados de 2005, a marca Stadium.
A Stadium Sports atualmente faz uso das mesmas instalações administrativas, do mesmo setor de pesquisa e desenvolvimento, das mesmas fábricas e dos mesmos laboratórios que a Penalty, representando mais de 10% do faturamento total da companhia.

### Atualidade
Nos dias de hoje, a Stadium está presente através de representantes em mais de 2.000 pontos de venda em praticamente todas as regiões do Brasil, oferecendo uma infinidade de produtos para a prática das diferentes modalidades de futebol (campo, quadra e society), basquetebol e voleibol.

## Equipes fornecidas

### Antigamente
- Fortaleza (2010–2013)
- São Caetano (2008)

## Atletas patrocinados

### Antigamente
- Rivaldo